# Maurizio Losi

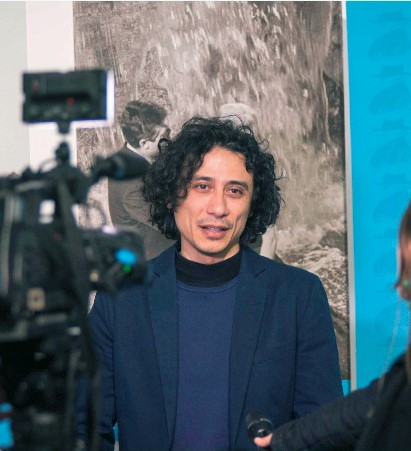
Maurizio Losi alla presentazione del film Amo la Tempesta

Maurizio Losi (Santo Stefano Lodigiano, 1976) è un regista, sceneggiatore, produttore cinematografico e teatrale italiano.

## Biografia
Laureato in Drammaturgia del suono presso il DAMS di Bologna e allievo del Centro Sperimentale di Cinematografia, con i suoi cortometraggi di debutto ha vinto numerosi festival nazionali e internazionali tra cui il Bellaria Film Festival, il Festival dei Diritti Umani, I've Seen Films - International Film Festival, il premio Arci-CGIL Obiettivi sul lavoro, Inventa un film.
Negli anni sotto vari pseudonimi ha vinto numerosi concorsi americani per filmakers, attirando l'attenzione di media e pubblico d'oltreoceano. Nonostante gli exploit in USA, ha creato il suo gruppo di produzione indipendente Exen (diviso nei sottogruppi Media, Films e Drama) in Italia, improntandolo ad una multi-disciplinarità che consentisse a idee e progetti di svilupparsi contemporaneamente in diverse forme espressive come cinema, entertainment pubblicitario e teatro.
Nel 2015 realizza il suo lungometraggio d'esordio, Amo la tempesta, con cast composto da Nando Paone, Maya Sansa, Tony Sperandeo, Maurizio Donadoni, Eleonora Giovanardi, Ugo Dighero, Elisabetta Pozzi, Ferruccio Soleri, Giobbe Covatta, Enzo Iacchetti, affiancati da molti giovani talenti italiani al debutto. Il film è stato presentato in anteprima in concorso al Bif&st 2016 .

## Filmografia

### Regista e sceneggiatore
- Amo la tempesta (2017)